# Zamarada nasuta
Zamarada nasuta är en fjärilsart som beskrevs av W. Warren 1897. Zamarada nasuta ingår i släktet Zamarada och familjen mätare. Inga underarter finns listade i Catalogue of Life.